# Rhynchium thomsoni
Rhynchium thomsoni är en stekelart som beskrevs av Cameron 1910. Rhynchium thomsoni ingår i släktet Rhynchium och familjen Eumenidae. Inga underarter finns listade i Catalogue of Life.